# Dunga
Carlos Caetano Bledorn Verri (znan po vzdevku Dunga), brazilski nogometaš in trener, * 31. oktober 1963, Ijuí, Rio Grande do Sul, Brazilija.
Dunga je v brazilski ligi igral za klube S.C.Internacional, Corinthians, Santos in Vasco da Gama in Júbilo Ivata. Igral je tudi v Serie A za klube Pisa, Fiorentina in Pescara ter v Bundesligi za  VfB Stuttgart.
Za brazilsko reprezentanco je skupno odigral 91 uradnih tekem in dosegel šest golov. Nastopil je na Poletnih olimpijskih igrah 1984 v Los Angelesu, kjer je z reprezentanco osvojil srebrno medaljo, in treh svetovnih prvenstvih, v letih 1990, 1994 in 1998. Leta 1994 je z reprezentanco osvojil naslov svetovnega prvaka, leta 1998 pa podprvaka.
Kot selektor brazilske reprezentance med letoma 2006 in 2010 je osvojil bronasto medaljo na Poletnih olimpijskih igrah 2008 v Pekingu.
Med letoma 2014 in 2016 je bil ponovno selektor brazilske nogometne reprezentance.